# اسلام در نپال
اسلام در ۵۸۶ قمری (۱۱۹۰ میلادی) وارد نپال شد. در پایان سده ۱۴ میلادی سلطان شمس الدین بنگالی به دره کاتماندو (پایتخت نپال) حمله برد که این یورش موجب حضور بیشتر مسلمین در نپال شد. در هنگام امپراطوری مغول نفوذ اسلام در نپال رشد بیشتری یافت. زبان مسلمانان این کشور غاباً اردو و مذهبشان حنفی است.